# Pachyserica nantouensis
Pachyserica nantouensis är en skalbaggsart som beskrevs av Kobayashi och Yu 1993. Pachyserica nantouensis ingår i släktet Pachyserica och familjen Melolonthidae. Inga underarter finns listade i Catalogue of Life.